# Taxitheliella
Taxitheliella là một chi rêu thuộc họ Sematophyllaceae.

## Các loài
Chi này có các loài sau (tuy nhiên danh sách này có thể chưa đủ):
- Taxitheliella richardsii, Dixon